# 448
448 (CDXLVIII na numeração romana) foi um ano bissexto do século V do Calendário Juliano, da Era de Cristo. as suas letras dominicais foram D e C (53 semanas). Teve início a uma quinta-feira e terminou a uma sexta-feira.
| Ano completo                           |
| -------------------------------------- |
| Ano bissexto com início à quinta-feira |

## Eventos
- Perseguição aos cristãos da Igreja Persa, durante o reinado de Isdigerdes II.[1]

## Mortes
- Milhares de cristãos persas, principalmente na cidade de Karkha.[1]
- Réquila, rei dos Suevos.